# Женска фудбалска репрезентација Босне и Херцеговине
Женска фудбалска репрезентација Босне и Херцеговине (срп. Ženska nogometna reprezentacija Bosne i Hercegovine) је национални фудбалски тим који представља Босну и Херцеговину на међународним такмичењима и под контролом је Фудбалског савеза Босне и Херцеговине (срп. Nogometni savez Bosne i Hercegovine), владајућег тела за фудбал у Белорусији.
Никада се нису пласирали на Светско или Европско првенство. Екипу тренутно тренира Самира Хурем, а капитен је ветеранка Милена Николић. Репрезентација је тренутно на 63. месту ФИФА-е, тим игра своје домаће утакмице на Градском стадиону Кошево у граду Сарајеву, главном граду БиХ.

## Такмичарски рекорд

### Светско првенство за жене
| Светско првенство у фудбалу за жене − резултати | Светско првенство у фудбалу за жене − резултати | Светско првенство у фудбалу за жене − резултати | Светско првенство у фудбалу за жене − резултати | Светско првенство у фудбалу за жене − резултати | Светско првенство у фудбалу за жене − резултати | Светско првенство у фудбалу за жене − резултати | Светско првенство у фудбалу за жене − резултати | Светско првенство у фудбалу за жене − резултати |               | Квалификациони резултати | Квалификациони резултати | Квалификациони резултати | Квалификациони резултати | Квалификациони резултати | Квалификациони резултати | Квалификациони резултати |
| Година                                          | Коло                                            | Ута                                             | Поб                                             | Нер                                             | Изг                                             | ГД                                              | ГП                                              | ГР                                              | Ута           | Поб                      | Нер                      | Изг                      | ГД                       | ГП                       | ГР                       |                          |
| 1991                                            | Нису учествовале                                | Нису учествовале                                | Нису учествовале                                | Нису учествовале                                | Нису учествовале                                | Нису учествовале                                | Нису учествовале                                | Нису учествовале                                | Одбиле учешће | Одбиле учешће            | Одбиле учешће            | Одбиле учешће            | Одбиле учешће            | Одбиле учешће            | Одбиле учешће            |                          |
| 1995                                            | Нису учествовале                                | Нису учествовале                                | Нису учествовале                                | Нису учествовале                                | Нису учествовале                                | Нису учествовале                                | Нису учествовале                                | Нису учествовале                                | Одбиле учешће | Одбиле учешће            | Одбиле учешће            | Одбиле учешће            | Одбиле учешће            | Одбиле учешће            | Одбиле учешће            |                          |
| 1999                                            | Нису се квалификовале                           | Нису се квалификовале                           | Нису се квалификовале                           | Нису се квалификовале                           | Нису се квалификовале                           | Нису се квалификовале                           | Нису се квалификовале                           | Нису се квалификовале                           | 8             | 1                        | 0                        | 7                        | 5                        | 55                       | −50                      |                          |
| 2003                                            | Нису се квалификовале                           | Нису се квалификовале                           | Нису се квалификовале                           | Нису се квалификовале                           | Нису се квалификовале                           | Нису се квалификовале                           | Нису се квалификовале                           | Нису се квалификовале                           | 8             | 1                        | 0                        | 7                        | 10                       | 46                       | −36                      |                          |
| 2007                                            | Нису се квалификовале                           | Нису се квалификовале                           | Нису се квалификовале                           | Нису се квалификовале                           | Нису се квалификовале                           | Нису се квалификовале                           | Нису се квалификовале                           | Нису се квалификовале                           | 6             | 2                        | 1                        | 3                        | 5                        | 12                       | −7                       |                          |
| 2011                                            | Нису се квалификовале                           | Нису се квалификовале                           | Нису се квалификовале                           | Нису се квалификовале                           | Нису се квалификовале                           | Нису се квалификовале                           | Нису се квалификовале                           | Нису се квалификовале                           | 8             | 0                        | 0                        | 8                        | 0                        | 30                       | −30                      |                          |
| 2015                                            | Нису се квалификовале                           | Нису се квалификовале                           | Нису се квалификовале                           | Нису се квалификовале                           | Нису се квалификовале                           | Нису се квалификовале                           | Нису се квалификовале                           | Нису се квалификовале                           | 10            | 2                        | 3                        | 5                        | 7                        | 19                       | −12                      |                          |
| 2019                                            | Нису се квалификовале                           | Нису се квалификовале                           | Нису се квалификовале                           | Нису се квалификовале                           | Нису се квалификовале                           | Нису се квалификовале                           | Нису се квалификовале                           | Нису се квалификовале                           | 8             | 1                        | 0                        | 7                        | 3                        | 19                       | −16                      |                          |
| 2023                                            | У току                                          | У току                                          | У току                                          | У току                                          | У току                                          | У току                                          | У току                                          | У току                                          | У току        | У току                   | У току                   | У току                   | У току                   | У току                   | У току                   |                          |
| Укупно                                          | 0/7                                             | 0                                               | 0                                               | 0                                               | 0                                               | 0                                               | 0                                               | 0                                               | 48            | 7                        | 4                        | 37                       | 30                       | 181                      | −151                     |                          |

### Европско првенство у фудбалу за жене
| Европско првенство у фудбалу за жене − резултати | Европско првенство у фудбалу за жене − резултати | Европско првенство у фудбалу за жене − резултати | Европско првенство у фудбалу за жене − резултати | Европско првенство у фудбалу за жене − резултати | Европско првенство у фудбалу за жене − резултати | Европско првенство у фудбалу за жене − резултати | Европско првенство у фудбалу за жене − резултати | Европско првенство у фудбалу за жене − резултати |                       | Квалификациони резултати | Квалификациони резултати | Квалификациони резултати | Квалификациони резултати | Квалификациони резултати | Квалификациони резултати | Квалификациони резултати |
| Година                                           | Коло                                             | Ута                                              | Поб                                              | Нер                                              | Изг                                              | ГД                                               | ГП                                               | ГР                                               | Ута                   | Поб                      | Нер                      | Изг                      | ГД                       | ГП                       | ГР                       |                          |
| 1991                                             | Нису учествовале                                 | Нису учествовале                                 | Нису учествовале                                 | Нису учествовале                                 | Нису учествовале                                 | Нису учествовале                                 | Нису учествовале                                 | Нису учествовале                                 | Одбиле учешће         | Одбиле учешће            | Одбиле учешће            | Одбиле учешће            | Одбиле учешће            | Одбиле учешће            | Одбиле учешће            |                          |
| 1993                                             | Нису учествовале                                 | Нису учествовале                                 | Нису учествовале                                 | Нису учествовале                                 | Нису учествовале                                 | Нису учествовале                                 | Нису учествовале                                 | Нису учествовале                                 | Одбиле учешће         | Одбиле учешће            | Одбиле учешће            | Одбиле учешће            | Одбиле учешће            | Одбиле учешће            | Одбиле учешће            |                          |
| 1995                                             | Нису учествовале                                 | Нису учествовале                                 | Нису учествовале                                 | Нису учествовале                                 | Нису учествовале                                 | Нису учествовале                                 | Нису учествовале                                 | Нису учествовале                                 | Одбиле учешће         | Одбиле учешће            | Одбиле учешће            | Одбиле учешће            | Одбиле учешће            | Одбиле учешће            | Одбиле учешће            |                          |
| 1997                                             | Нису учествовале                                 | Нису учествовале                                 | Нису учествовале                                 | Нису учествовале                                 | Нису учествовале                                 | Нису учествовале                                 | Нису учествовале                                 | Нису учествовале                                 | Одбиле учешће         | Одбиле учешће            | Одбиле учешће            | Одбиле учешће            | Одбиле учешће            | Одбиле учешће            | Одбиле учешће            |                          |
| 2001                                             | Нису се квалификовале                            | Нису се квалификовале                            | Нису се квалификовале                            | Нису се квалификовале                            | Нису се квалификовале                            | Нису се квалификовале                            | Нису се квалификовале                            | Нису се квалификовале                            | Нису се квалификовале | 6                        | 0                        | 0                        | 6                        | 4                        | 32                       | −28                      |
| 2005                                             | Нису се квалификовале                            | Нису се квалификовале                            | Нису се квалификовале                            | Нису се квалификовале                            | Нису се квалификовале                            | Нису се квалификовале                            | Нису се квалификовале                            | Нису се квалификовале                            | Нису се квалификовале | 8                        | 2                        | 1                        | 5                        | 4                        | 19                       | −15                      |
| 2009                                             | Нису се квалификовале                            | Нису се квалификовале                            | Нису се квалификовале                            | Нису се квалификовале                            | Нису се квалификовале                            | Нису се квалификовале                            | Нису се квалификовале                            | Нису се квалификовале                            | Нису се квалификовале | 3                        | 1                        | 1                        | 1                        | 1                        | 7                        | −6                       |
| 2013                                             | Нису се квалификовале                            | Нису се квалификовале                            | Нису се квалификовале                            | Нису се квалификовале                            | Нису се квалификовале                            | Нису се квалификовале                            | Нису се квалификовале                            | Нису се квалификовале                            | Нису се квалификовале | 10                       | 3                        | 1                        | 6                        | 12                       | 21                       | −9                       |
| 2017                                             | Нису се квалификовале                            | Нису се квалификовале                            | Нису се квалификовале                            | Нису се квалификовале                            | Нису се квалификовале                            | Нису се квалификовале                            | Нису се квалификовале                            | Нису се квалификовале                            | Нису се квалификовале | 8                        | 3                        | 0                        | 5                        | 8                        | 17                       | −9                       |
| 2022                                             | Нису се квалификовале                            | Нису се квалификовале                            | Нису се квалификовале                            | Нису се квалификовале                            | Нису се квалификовале                            | Нису се квалификовале                            | Нису се квалификовале                            | Нису се квалификовале                            | Нису се квалификовале | 10                       | 6                        | 0                        | 4                        | 19                       | 17                       | +2                       |
| Укупно                                           | 0/5                                              | 0                                                | 0                                                | 0                                                | 0                                                | 0                                                | 0                                                | 0                                                | 0                     | 45                       | 15                       | 3                        | 27                       | 48                       | 113                      | −65                      |